# 松山義則
松山 義則（まつやま よしのり、1923年12月5日 - 2014年4月14日）は、日本の心理学者、教育者。同志社総長を歴任。

## 来歴
1985年4月より学校法人同志社の第16代総長を務めた。同志社大学・同志社女子大学の田辺キャンパス（のちの京田辺キャンパス）がオープンしたのは松山の総長在任中である。2001年3月に退任。2007年にキリスト教功労者を受賞。2010年、瑞宝重光章を受章。
2014年4月14日、老衰により死去。同志社では5月11日に、栄光館ファウラーチャペルで追悼礼拝をおこなった。